# Regina Pavón
Regina Velasco Pavón (Ciudad de México; 13 de noviembre de 1998) es una actriz y modelo mexicana. Es conocida por dar vida a Mónica como parte del elenco de No manches Frida y No manches Frida 2.

## Carrera
Desde muy pequeña sintió afinidad con la actuación, así que en 2014 entró a estudiar en el Centro de Educación Artística de Televisa en la Ciudad de México del cual se 
graduó en diciembre de 2016.
Su primera aparición en televisión fue en la telenovela estadounidense La patrona donde interpretó en varios episodios a Gabriela Suárez, siendo su primer trabajo actoral. Ese mismo año participó en Gossip Girl: Acapulco. Luego tuvo apariciones en televisión con los unitario La rosa de Guadalupe y Como dice el dicho.
En 2016 obtiene su primera oportunidad en la pantalla grande con el protagónico juvenil de Mónica en la película mexicana No manches Frida donde comparte créditos con Martha Higareda, Omar Chaparro, Mario Morán, Carla Adell, entre otros. Tres años más tarde, vuelve a interpretar el mismo personaje en la secuela No manches Frida 2.
En 2019 salta a las plataformas digitales al interpretar a Lourdes Carranza en la serie original de Netflix Monarca, donde comparte créditos con Irene Azuela, Juan Manuel Bernal, José Manuel Rincón, Rosa María Bianchi, entre otros. En 2021 repite el personaje en la segunda temporada de la serie. 
Al año siguiente, en 2020; protagoniza la serie original de Netflix Oscuro deseo, junto a Maite Perroni, Jorge Poza, Alejandro Speitzer y Erik Hayser, recibiendo buenas críticas por su personaje de Zoe, una chica con una confusión sobre su inclinación sexual.

## Filmografía

### Telenovelas y series
| Año       | Telenovela                    | Personaje                                   |
| --------- | ----------------------------- | ------------------------------------------- |
| 2025      | Pecados inconfesables         | Ximena De Baar                              |
| 2024      | Las hermanas Guerra           |                                             |
| 2023      | Los artistas: primeros trazos | Vero                                        |
| 2023      | De brutas, nada               | Recepcionista                               |
| 2022      | El Rey Vicente Fernández      | María del Refugio Abarca, "Cuquita" (joven) |
| 2020-2022 | Oscuro deseo                  | Zoe Solares                                 |
| 2019-2021 | Monarca                       | Lourdes "Lu" Carranza                       |
| 2019      | Ringo                         | Cándida Saavedra                            |
| 2013      | Gossip Girl Acapulco          | Pamelita                                    |
| 2013      | La patrona                    | Gabriela Suárez (joven)                     |

### Unitarios
| Año  | Programa                              | Personaje                      |
| ---- | ------------------------------------- | ------------------------------ |
| 2020 | Decisiones: unos ganan, otros pierden | Daniela, Ep: Miradas que matan |
| 2019 | Esta historia me suena                | Fátima                         |
| 2015 | La rosa de Guadalupe                  | Varios                         |
| 2015 | Como dice el dicho                    | Varios                         |

### Cine
| Año  | Programa           | Personaje |
| ---- | ------------------ | --------- |
| 2019 | No manches Frida 2 | Mónica    |
| 2016 | No manches Frida   | Mónica    |